# Сподні Жерявці
Сподні Жерявці (словен. Spodnji Žerjavci) — поселення в общині Ленарт, Подравський регіон‎, Словенія.